# Politiske partier i Irland
Dette er en liste over politiske partier i Irland. Irland har et flerpartisystem.
Kun partier som har repræsentation enten i Irlands parlament eller Europe-Parlamentet er inkluderet i denne liste.
| Navn                              | Navn på Dansk                      | Partiformand                       | Partiformand | Politiske position                                               | Ideologi                                       | Underhuset | Overhuset | Europa-Parlamentet |
| --------------------------------- | ---------------------------------- | ---------------------------------- | ------------ | ---------------------------------------------------------------- | ---------------------------------------------- | ---------- | --------- | ------------------ |
| Sinn Féin                         | Os Selv                            | Mary Lou McDonald                  |              | Venstrefløj                                                      | Demokratisk socialisme, Irsk nationalisme      | 37 / 160   | 4 / 60    | 1 / 13             |
| Fianna Fáil                       | Skæbnens soldater                  | Micheál Martin                     |              | Centrum til Centrum-højre                                        | Liberalkonservatisme                           | 36 / 160   | 21 / 60   | 2 / 13             |
| Fine Gael                         | Den Irske Familie                  | Leo Varadkar                       |              | Centrum-højre                                                    | Kristendemokrati, Liberalkonservatisme         | 34 / 160   | 16 / 60   | 5 / 13             |
| Green Party                       | Grønne Parti                       | Eamon Ryan                         |              | Centrum-venstre                                                  | Grøn ideologi                                  | 12 / 160   | 4 / 60    | 2 / 13             |
| Labour Party                      | Arbejderpartiet                    | Alan Kelly                         |              | Centrum-venstre                                                  | Socialdemokratisme                             | 7 / 160    | 5 / 60    | 0 / 13             |
| Social Democrats                  | Socialdemokraterne                 | Catherine Murphy & Róisín Shortall |              | Centrum-venstre                                                  | Socialdemokratisme, Skandinaviske velfærdmodel | 6 / 160    | 0 / 60    | 0 / 13             |
| Solidarity - People Before Profit | Solidaritet - Mennesker før Profit | Kollektiv ledelse                  |              | Venstrefløj                                                      | Socialisme, Trotskisme                         | 5 / 160    | 0 / 60    | 0 / 13             |
| Aontú                             | Foren                              | Peadar Tóibín                      |              | Højrefløj på værdipolitik. Centrum-venstre på økonomisk politik. | Modtand af abort, Socialkonservatisme          | 1 / 160    | 0 / 60    | 0 / 13             |
| Human Dignity Alliance            | Menneskeværd Alliancen             | Rónán Mullen                       |              | Højrefløj                                                        | Konservatisme                                  | 0 / 160    | 1 / 60    | 0 / 13             |
| Independents 4 Change             | Løsgængere for forandring          | Kollektiv ledelse                  |              | Venstrefløj                                                      | Socialisme                                     | 0 / 160    | 0 / 60    | 2 / 13             |